# Otto Kubel

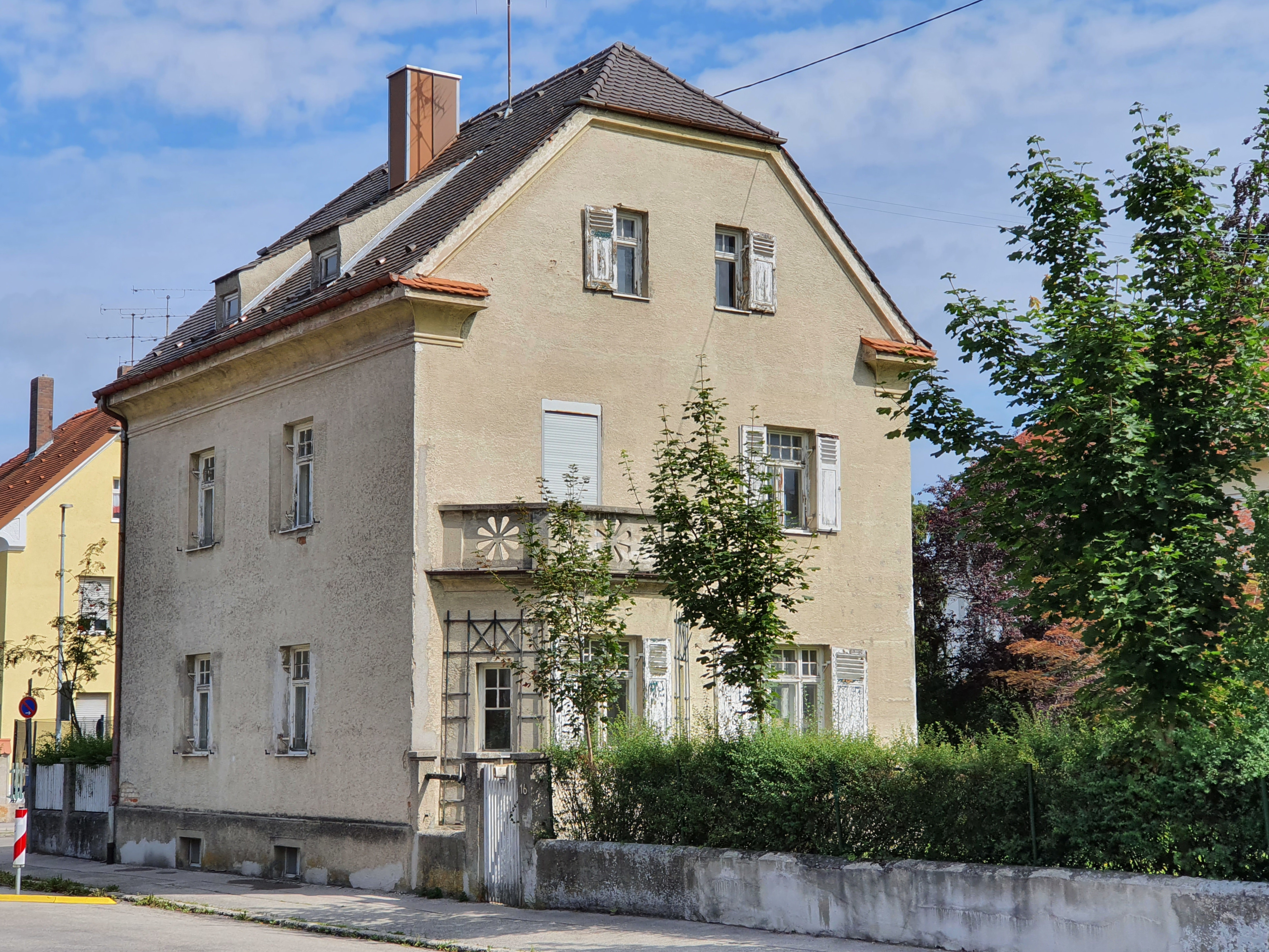
Wohnhaus und Atelier Feuerhausstraße 16, Fürstenfeldbruck

Otto Kubel (* 31. August 1868 in Dresden; † 1951 in München) war ein deutscher Maler.

## Leben
Nachdem er an der Dresdner Kunstgewerbeschule ausgebildet wurde, setzte er sein Studium an der Akademie in München fort. Ursprünglich arbeitete er als Illustrator, widmete sich aber später vorrangig der Malerei. Kubel gehörte zur Künstlerkolonie „Bruker Maler“ in Amperstadt. Sein langjähriges Wohnen in der bayerischen Stadt Fürstenfeldbruck wurde durch eine nach ihm benannte Straße gewürdigt. Kubel war vor allem für seine detaillierten Märchen-Illustrationen bekannt, die in den 1920er und 1930er Jahren als Schulwandbilder und Postkarten verbreitet wurden.
Kubel begann seine berufliche Laufbahn mit einer Schreinerlehre, bevor er sich der Kunst zuwandte und eine Ausbildung an der Kunstgewerbeschule absolvierte. Seine Studien setzte er an der Akademie der Bildenden Künste München fort, wo er nicht nur Illustrationen, sondern auch Ölgemälde schuf, die durch ihren lockeren Pinselstrich hervorstachen.
Im Jahr 1902 zog Kubel mit seiner Frau Laura, seiner Jugendliebe, und ihren drei Töchtern nach Fürstenfeldbruck. Dort lebte die Familie in einer Künstlervilla, und Kubel richtete sein Atelier in einem nahegelegenen Gebäude ein. Er war auch gut mit anderen Künstlern in der Gegend vernetzt und nutzte das Atelier seines Freundes Eugen von Ruckteschell mit, als dieser 1907 nach Amperstadt zog. Kubel war in der lokalen Gemeinschaft sehr aktiv: Er beteiligte sich an der ersten Kunstausstellung in Bruck im Jahr 1914, war Hilfsschöffe am Amtsgericht und Mitglied des Männergesangsvereins. Er porträtierte unter anderen den damaligen Emmeringer Chorleiter Pentele. 1922 zog Kubel mit seiner Familie nach München, aber er blieb eng mit Fürstenfeldbruck verbunden. Als 1924 die Künstlervereinigung Bruck gegründet wurde, trat er ihr bei. Er starb 1951 im Alter von 82 Jahren und wurde in München beerdigt. Seit der Auflösung des Grabes steht sein Grabstein auf dem Friedhof von St. Magdalena, neben den Gräbern anderer Künstler.
Trotz seiner künstlerischen Leistungen gibt es eine kontroverse Seite an Kubels Geschichte: Er war ein Sympathisant des Nationalsozialismus und trat zum 1. Mai 1933 der NSDAP bei (Mitgliedsnummer 1.724.568). Diese politische Gesinnung führte dazu, dass der Name der nach ihm benannten Straße in Fürstenfeldbruck zur Disposition gestellt wurde. Darüber hinaus brach er 1933 mit der Brucker Künstlervereinigung und befürwortete ihre Auflösung.

## Märchen-Illustrationen
Otto Kubels märchenhafte Illustrationen prägten die 1920er und 1930er Jahre, als sie als Wandbilder in Schulen, in Postkartenserien und in verschiedenen Sammlungsbüchern, einschließlich der Forellen-Bücher-Reihe, verwendet wurden. Er hat zahlreiche Märchen illustriert, darunter Aschenputtel, Dornröschen, Frau Holle, Der gestiefelte Kater, Hänsel und Gretel, Rotkäppchen und Schneewittchen. Einige dieser Illustrationen wurden 1981 in dem Sammelband Es war einmal … erneut veröffentlicht.

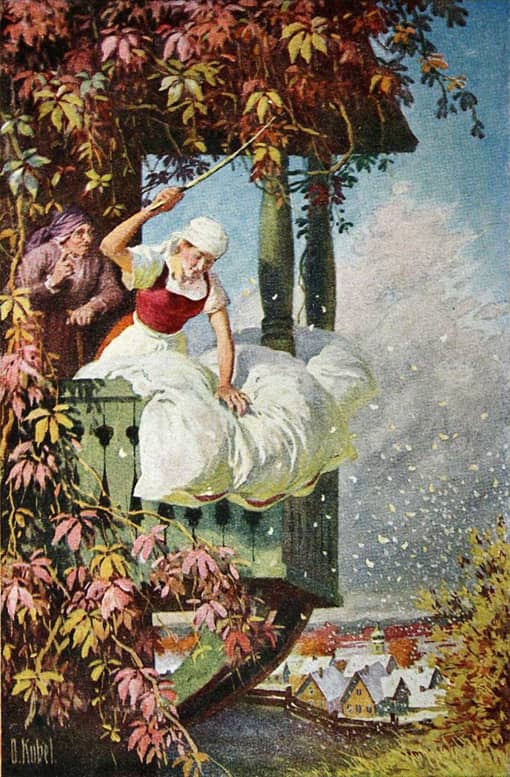
Frau Holle
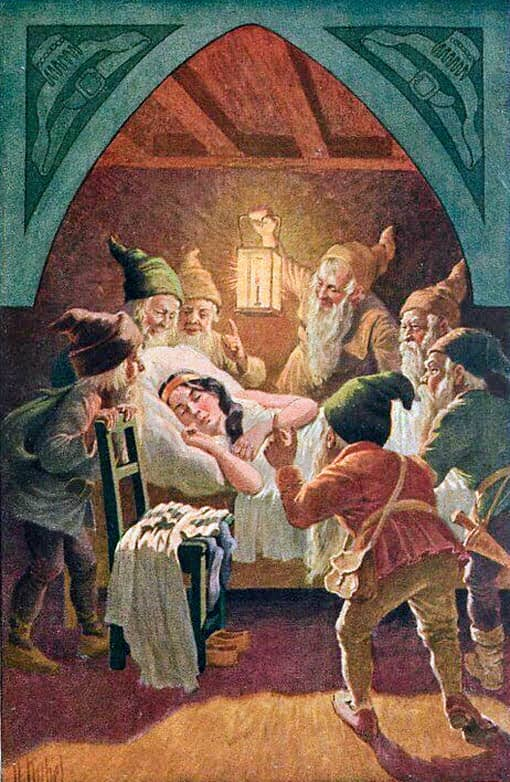
Schneewittchen
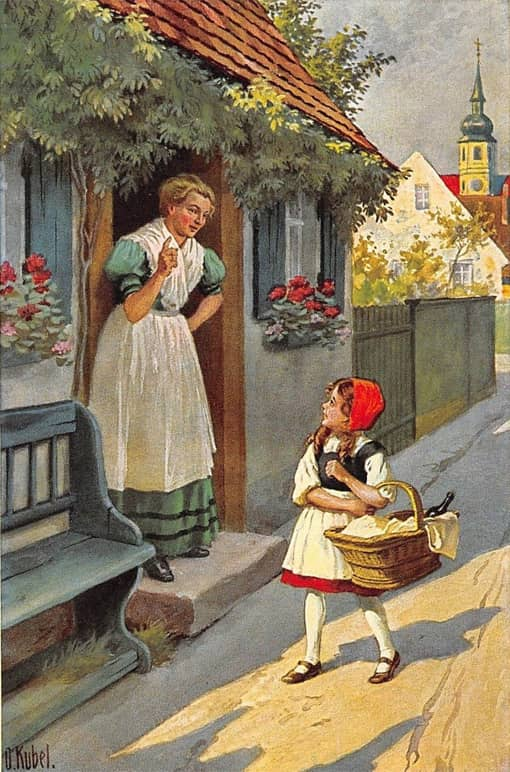
Rotkäppchen
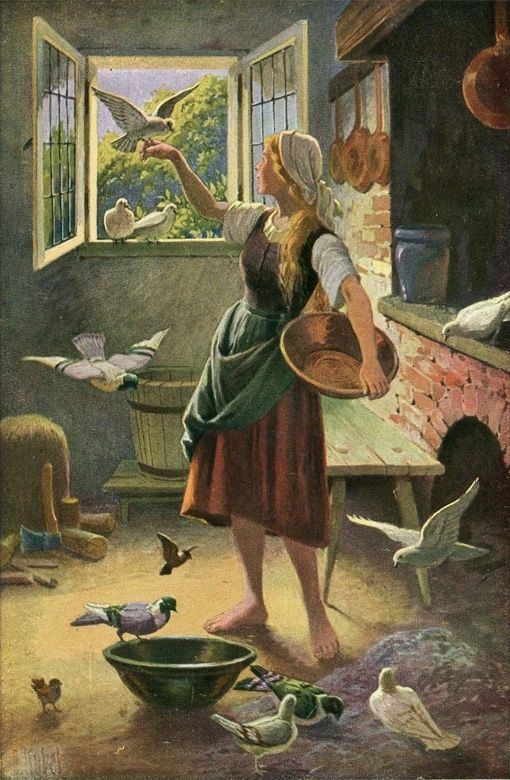
Aschenputtel
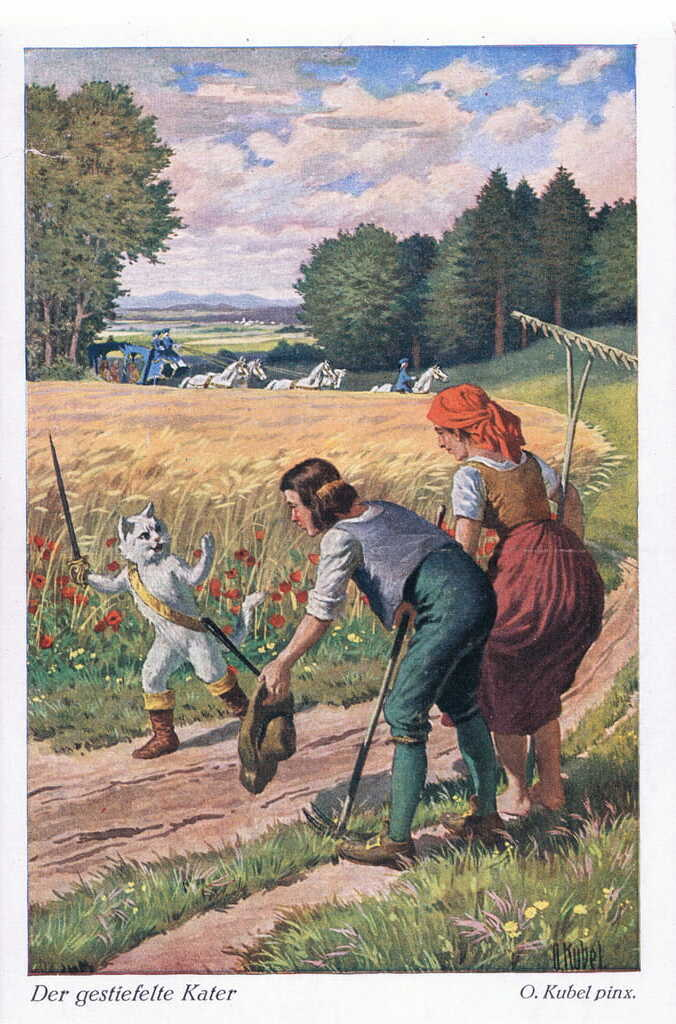
Der gestiefelte Kater
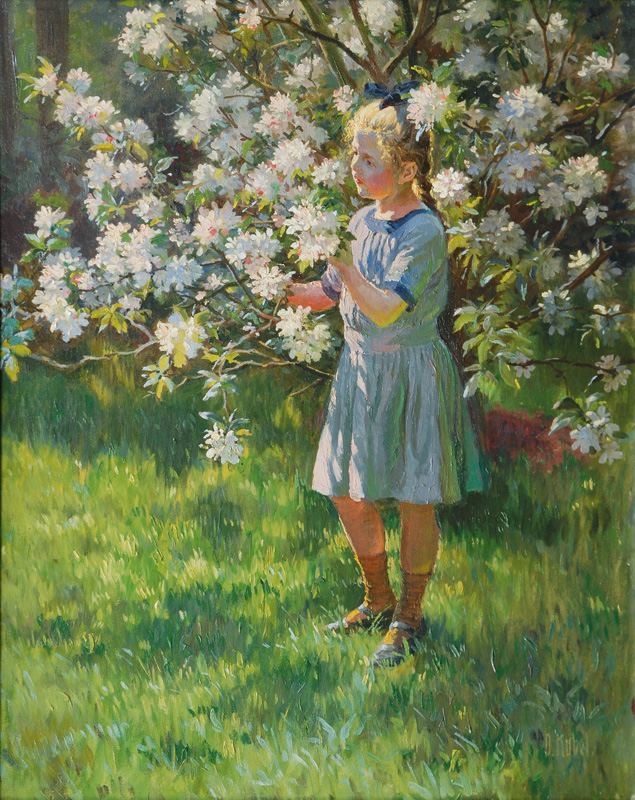